# Coupe du Liechtenstein de football 1954-1955
 (février 2023).
Si vous disposez d'ouvrages ou d'articles de référence ou si vous connaissez des sites web de qualité traitant du thème abordé ici, merci de compléter l'article en donnant les références utiles à sa vérifiabilité et en les liant à la section « Notes et références ».
Navigation
Édition précédente Édition suivante
La coupe du Liechtenstein 1954-1955 de football est la 10e édition de la Coupe nationale de football, la seule compétition nationale du pays en l'absence de championnat.
La finale est disputée à Schaan, le 4 septembre 1955, entre le FC Vaduz et le FC Schaan.
Le FC Schaan remporte le trophée en battant le FC Vaduz. Il s'agit du 1er titre de l'histoire du club dans la compétition. Il s'agit également de la première fois dans l'histoire de la compétition que la finale n'oppose pas le FC Triesen et le FC Vaduz et qu'aucune de ces équipes ne remporte le trophée.

## Demi-finales
| Équipe 1   | Résultat | Équipe 2   |
| ---------- | -------- | ---------- |
| FC Vaduz   | 5 - 0    | FC Balzers |
| FC Triesen | 2 - 2    | FC Schaan  |

## Finale
| 4 septembre 1955 | FC Schaan | 1 - 0 | FC Vaduz | Schaan |  |
|                  |           |       |          |        |  |